# IV Lubuskie Lato Filmowe
IV Lubuskie Lato Filmowe – 4. edycja najstarszego polskiego festiwalu filmowego odbyła się w roku 1972 w Łagowie w województwie lubuskim.

## Plebiscyt na najpopularniejszy film sezonu
Przeprowadzony został w kinach 8 miast województwa zielonogórskiego oraz w Łagowie:
1. Agent nr 1 reż. Zbigniew Kuźmiński (Tytułu Złotego Grona oraz nagroda pieniężna)

Kolejne miejsca zajęły
1. Perła w koronie reż. Kazimierz Kutz
2. Nie lubię poniedziałku reż. Tadeusz Chmielewski

## Plebiscyt na najpopularniejszych aktorów sezonu
Gwiazdy Filmowego Sezonu plebiscyt zorganizowany przez redakcje Magazynu Filmowego, Gazety Lubuskiej i Nadodrza. Na najpopularniejszych aktorów sezonu 1971/1972 wybrano:
- Maję Komorowską oraz Karola Strasburgera

## Złote Grona

### Jury konkursu
- Wanda Jakubowska (przewodnicząca)
  - Jerzy Wittek – (sekretarz)
  - Aleksander Ledóchowski
  - Zenobiusz Strzelecki
  - Andrzej Szczypiorski
  - Krzysztof Winiewicz
  - Zbigniew Wiszniewski

Jury spośród filmów fabularnych wyświetlanych w kinach w sezonie 1971/1972 roku, przyznało nagrody Złotego Grona oraz premie pieniężne w następujących kategoriach:

### Grand Prix (najlepszy reżyser i film)
- Kazimierz Kutz za film Perła w koronie

### Najlepszy scenariusz
- Krzysztof Zanussi za scenariusz do filmu Życie rodzinne

### Najlepsza scenografia
- Tadeusz Wybult w filmie Życie rodzinne

### Najlepsze zdjęcia barwne
- Witold Sobociński za film Życie rodzinne

### Najlepsze zdjęcia czarno-białe
- Wiesław Zdort za film Słońce wschodzi raz na dzień

### Najlepszy dźwięk
- Jerzy Wroński za dźwięk w filmie Jak daleko stąd, jak blisko reż. Tadeusz Konwicki

### Najlepsza aktorka
- Maja Komorowska za role w filmach Życie rodzinne oraz Jak daleko stąd, jak blisko

### Najlepszy aktor
- Franciszek Pieczka za role w filmach Słońce wschodzi raz na dzień oraz Perła w koronie

### Najlepsza aktorka drugoplanowa
- Halina Mikołajska za rolę w filmie Życie rodzinne

### Najlepszy aktor drugoplanowy
- Józef Nalberczak  za rolę w filmie Jak daleko stąd, jak blisko

### Nagroda Specjalna
- Tadeusz Konwicki za film Jak daleko stąd, jak blisko

Jury stwierdziło, że 4 z 21 filmów wyświetlanych w sezonie 1971/72, wyróżnia się szczególnymi wartościami artystycznymi i społecznymi oraz kreacjami aktorskimi:
- Życie rodzinne
- Perła w koronie
- Jak daleko stąd, jak blisko
- Słońce wschodzi raz na dzień

## Klub Krytyki Filmowej
Jury Klubu Krytyki Filmowej przy Stowarzyszeniu dziennikarzy Polskich:
- Aleksander Jackiewicz (przewodniczący)
- Maria Malatyńska (sekretarz)
  - Władysław Cybulski
  - Janusz Gazda
  - Krzysztof Mętrak

### Nagroda Syrenki Warszawskiej
W kategorii film polski:
- Jak daleko stąd, jak blisko reż. Tadeusz Konwicki

W kategorii film zagraniczny:
- Antonio des Mortes reż. Glauber Rocha (Brazylia)

### Wyróżnienia
- Czyż nie dobija się koni? reż. Sydney Pollack (USA)
- Miłość reż. Károly Makk (Węgry)

## Nagroda Don Kichota
Jury w składzie:
- Henryk Zieliński (przewodniczący)
- Janusz Gazda
- Andrzej Kondratiuk
- Stanisław Mikulski
- Stanisław Morawski
- Andrzej Ochalski
- Czesław Stasiewcz

przyznało nagrodę Don Kichota filmowi Perła w koronie reż. Kazimierz Kutz

## Inne nagrody
W plebiscycie studentów szkoły filmowej w Łodzi zwyciężył film pt.: Słońce wschodzi raz na dzień w reż. Henryka Kluby wyróżnione nagrodą Złotego Grona
Nagrodę Skisłego Grona (dla najgorszego filmu) otrzymał film Szerokiej drogi, kochanie w reż. Andrzeja Piotrowskiego.